# 11 december
11 december är den 345:e dagen på året i den gregorianska kalendern (346:e under skottår). Det återstår 20 dagar av året.

## Återkommande bemärkelsedagar

### Helgdagar
- I det antika Rom firades denna dag den religiösa festen Agonalia, med offer till gudinnan Juno på Roms samtliga sju kullar.

### Nationaldagar
- Burkina Fasos nationaldag

### Övrigt
- Tangons dag

## Namnsdagar

### I den svenska almanackan
- Nuvarande – Daniel och Daniela
- Föregående i bokstavsordning
  - Dan – Namnet infördes på dagens datum 1986, men utgick 2001.
  - Daniel – Namnet förekom under 1600-talet på 21 juli, men flyttades 1701 till dagens datum och har funnits där sedan dess. Det finns där till minne av profeten med detta namn i den gammaltestamentliga Daniels bok.
  - Daniela – Namnet infördes på dagens datum 1986, men flyttades 1993 till 11 september, för att 2001 återföras till dagens datum.
- Föregående i kronologisk ordning
  - Före 1701 – ?
  - 1701–1900 – Daniel
  - 1901–1985 – Daniel
  - 1986–1992 – Daniel, Dan och Daniela
  - 1993–2000 – Daniel och Dan
  - Från 2001 – Daniel och Daniela
- Källor
  - Brylla, Eva (red.). Namnlängdsboken. Gjøvik: Norstedts ordbok, 2000 ISBN 91-7227-204-X
  - af Klintberg, Bengt. Namnen i almanackan. Gjøvik: Norstedts ordbok, 2001 ISBN 91-7227-292-9

### Finlandssvenska almanackan
- Nuvarande från 1973[1] – Daniel, Dan, Daniela
- I föregående revideringar[a][2]
  - 1929–1972 – Daniel

## Händelser
- 384 – Sedan Damasus I har avlidit denna dag väljs Siricius till påve (denna dag eller 15, 22 eller 29 december).
- 1205 – Biskop John Grey av Norwich väljs till ärkebiskop av Canterbury.
- 1317 – Nyköpings gästabud äger rum på Nyköpingshus.
- 1701 – Sverige erövrar fästningen Dünamünde utanför Riga.
- 1816 – Indiana blir den 19:e delstaten att upptas i den amerikanska unionen.[3]
- 1911 – Roald Amundsens expedition når sydpolen. Det är första gången som människor gör ett dokumenterat besök på sydpolen.
- 1936 – Edvard VIII abdikerar från den brittiska tronen för att kunna gifta sig med den frånskilda amerikanskan Wallis Simpson, då reglerna och parlamentet inte godkänner att han förblir kung, om han gifter sig med henne. Han efterträds samma dag som kung av Storbritannien av sin bror Georg VI.
- 1937 – Italien lämnar Nationernas förbund.
- 1941 – Tyskland och Italien förklarar krig mot USA.
- 1946 – Förenta Nationernas Barnfond (United Nations International Children Emergency Fund; Unicef) grundas.
- 1972 – Månlandaren Apollo 17 landar på månen.
- 1983 – Mats Wilander vinner Australian Open med 3-0 mot Ivan Lendl.
- 2001
  - En razzia genomförs mot piratkopieringsorganisationen DrinkOrDie.
  - Kina går med i Världshandelsorganisationen.
- 2010 – En självmordsbombare i centrala Stockholm dödar sig själv och två personer skadas, när hans bomb detonerar.
- 2023 – Fem personer omkommer när en hiss rasar från tjugo meters höjd vid ett byggarbete i Sundbyberg. Inte sedan Estoniakatastrofen 1994 har en svensk arbetsplatsolycka skördat så många dödsoffer.[4]

## Födda
- 1475 – Leo X, född Giovanni di Lorenzo de’ Medici, påve
- 1712 – Francesco Algarotti, italiensk greve och författare
- 1801 – Christian Dietrich Grabbe, tysk författare
- 1803 – Hector Berlioz, fransk kompositör
- 1810 – Alfred de Musset, fransk författare
- 1843 – Robert Koch, tysk bakteriolog, mottagare av Nobelpriset i fysiologi eller medicin 1905
- 1849 – Ellen Key, svensk författare och pedagog
- 1863 – T. Coleman du Pont, amerikansk republikansk politiker och senator (Delaware)
- 1865 – Frida Stéenhoff, svensk författare
- 1873 – Josip Plemelj, slovensk matematiker
- 1874 – Felix Hébert, amerikansk republikansk politiker, senator (Rhode Island)
- 1877 – Clyde R. Hoey, amerikansk demokratisk politiker, senator (North Carolina)
- 1882
  - Max Born, tysk fysiker, mottagare av Nobelpriset i fysik 1954
  - Fiorello La Guardia, amerikansk politiker, New Yorks borgmästare
- 1887 – Ralph Lawrence Carr, amerikansk republikansk politiker, guvernör (Colorado)
- 1889 – Karl Nilsson, svensk socialdemokratisk politiker
- 1890
  - Carlos Gardel, argentinsk tangosångare
  - Mark Tobey, amerikansk målare
- 1898 – Nils Ferlin, svensk poet
- 1902 – Tyra Ryman, svensk skådespelare
- 1905 – Gilbert Roland, amerikansk skådespelare
- 1906 – Herman Welker, amerikansk republikansk politiker, senator (Idaho)
- 1908 – Bror Bügler, svensk skådespelare, manusförfattare och regissör
- 1909 – Fred Andrew Seaton, amerikansk republikansk politiker, senator (Nebraska)
- 1911 – Naguib Mahfouz, egyptisk författare, mottagare av Nobelpriset i litteratur 1988
- 1912 – Carlo Ponti, italiensk filmproducent
- 1913 – Jean Marais, fransk skådespelare
- 1913 – Holger Mossberg, svensk socialdemokratisk politiker
- 1915 – Ann Mari Uddenberg, svensk skådespelare
- 1918 – Aleksandr Solzjenitsyn, rysk författare, mottagare av Nobelpriset i litteratur 1970
- 1924 – Maj-Britt Nilsson, svensk skådespelare och sångare
- 1925 – Paul Greengard, amerikansk biolog, mottagare av Nobelpriset i fysiologi eller medicin 2000
- 1926
  - Berit Gustafsson, svensk skådespelare
  - Big Mama Thornton, amerikansk blues- och R&B-sångare samt låtskrivare
- 1927 – Lloyd Meeds, amerikansk demokratisk politiker, kongressledamot
- 1930 – Jean-Louis Trintignant, fransk skådespelare
- 1931 – Rita Moreno, puertoricansk skådespelare
- 1935 – James G. Martin, amerikansk republikansk politiker, guvernör (North Carolina)
- 1939
  - Gösta Engström, svensk skådespelare och manusförfattare
  - Tom Hayden, amerikansk politiker
- 1941 – Max Baucus, amerikansk demokratisk politiker, senator
- 1943 – John Kerry, amerikansk politiker, senator, presidentkandidat för Demokraterna, utrikesminister
- 1944
  - Teri Garr, amerikansk skådespelare
  - Brenda Lee, amerikansk sångare
- 1945
  - Adrian Bailey, brittisk parlamentsledamot för Labour/Co-operative Party
  - Harold Hamm, amerikansk affärsman
- 1946 – Ulf Isenborg, svensk skådespelare
- 1950 – Christina Onassis, grekisk skeppsredare (död 1988)
- 1951 – Spike Edney, brittisk musiker
- 1953 – Anneli Alhanko, svensk balettdansare
- 1954
  - Gabriel Costa, regeringschef i São Tomé och Príncipe
  - Jermaine Jackson, amerikansk sångare, en av The Jackson 5
- 1958 – Nikki Sixx, amerikansk musiker, basist i Mötley Crüe
- 1959 – Phil Woolas, brittisk parlamentsledamot för Labour
- 1960 – Anders Eldebrink, svensk ishockeyspelare
- 1966
  - Gary Dourdan, amerikansk skådespelare
  - Göran Kropp, svensk bergsbestigare och äventyrare.
- 1967 – Fabrice Souloy, fransk travtränare
- 1968 – Emmanuelle Charpentier, fransk forskare inom mikrobiologi och biokemi, mottagare av Nobelpriset i kemi 2020
- 1969 – Max Martini, amerikansk skådespelare
- 1972 – Daniel Alfredsson, svensk ishockeyspelare
- 1979 – Calle Schulman, svensk bloggare
- 1981 – Javier Saviola, argentinsk fotbollsspelare
- 1985 – Ari da Silva Ferreira, brasiliansk-rysk fotbollsspelare
- 1987 – Jonas Ahnelöv, svensk ishockeyspelare
- 1990 – Gina Dirawi, svensk programledare
- 1991 – Anna Bergendahl, svensk artist
- 1996 – Hailee Steinfeld, amerikansk skådespelare och sångare
- 1997 – Matthew Tkachuk, amerikansk ishockeyspelare
- 2000 – Onyeka Okongwu, amerikansk basketspelare

## Avlidna
- 384 – Damasus I, påve sedan 366
- 1282 – Llywelyn den siste, prins av Wales 1258–1282
- 1583 – Fernando Álvarez de Toledo, 3:e hertig av Alba, 75, spansk statsman och militär
- 1741 – Jacob Fabricius, 36, svensk amiralitetspastor och poet
- 1779 – Alessandro Albani, 87, italiensk författare
- 1784 – Anders Johan Lexell, 43, svensk astronom och vetenskapsman
- 1899 – Carl Oskar Troilius, 86, svensk generaldirektör och riksdagsman
- 1940 – Nathaniel B. Dial, 78, amerikansk demokratisk politiker, senator för South Carolina
- 1944 – Joseph Maréchal, 66, belgisk jesuit och filosof
- 1945 – Charles Fabry, 78, fransk fysiker
- 1957 – Frederick George Creed, 86, kanadensisk ingenjör
- 1960 – Svend Rindom, 76, dansk skådespelare och manusförfattare
- 1964 – Sam Cooke, 33, amerikansk soulsångare
- 1968 – Bob Bartlett, 64, amerikansk demokratisk politiker, senator för Alaska
- 1974 – Per-Martin Hamberg, 62, svensk kompositör, manusförfattare, regissör och radioproducent
- 1978 – Vincent du Vigneaud, 77, amerikansk biokemist, mottagare av Nobelpriset i kemi 1955
- 1984
  - Ragnar Frisk, 81, svensk regissör, manusförfattare och skådespelare
  - Pentti Hämäläinen, 54, finländsk boxare
- 1985 – Staffan Söderblom, 85, svensk diplomat
- 1991 – Artur Lundkvist, 85, författare och litteraturkritiker, ledamot av Svenska Akademien
- 1998 – Lynn Strait, 30, amerikansk sångare
- 2001 – Catherine Berg, 68, svensk skådespelare
- 2004 – José Luis Cuciuffo, 43, argentinsk fotbollsspelare
- 2006 – Elizabeth Bolden, 116, amerikansk kvinna, äldst i världen vid sin död
- 2008
  - Daniel Carleton Gajdusek, 85, amerikansk vetenskapsman, mottagare av Nobelpriset i fysiologi eller medicin 1976
  - Bettie Page, 85, amerikansk legendarisk fotomodell och pinupartist
- 2012
  - Galina Visjnevskaja, 86, rysk operasångare, hustru till cellisten Mstislav Rostropovitj
  - Colleen Walker, 56, amerikansk golfspelare
- 2013
  - Sune Hjorth, 90, svensk författare, debattör, översättare och ufolog
  - Barbara Branden, 84, kanadensisk-amerikansk författare, redaktör och föreläsare
- 2014 – Bo Grandien, 82, svensk författare, konstvetare och journalist
- 2021 – Anne Rice, 80, amerikansk författare

## Övrigt
I Danmark kallas den 11 december för Fandens fødselsdag ("Fans födelsedag") eftersom den tidigare var en av två dagar på året när räntor skulle betalas och avbetalningar skulle göras (den andra var den 11 juni).

### Fotnoter
1. ↑  ”Universitetets namnsdagsalmanacka - Universitetets almanacksbyrå”. almanakka.helsinki.fi. Helsingfors universitet. https://almanakka.helsinki.fi/sv/kalender-2025/. Läst 22 februari 2025.
2. ↑  ”Namnsdagsrevideringar - Universitetets almanacksbyrå”. almanakka.helsinki.fi. Helsingfors universitet. https://almanakka.helsinki.fi/sv/namnsdagar/namnsdagsrevideringar.html. Läst 3 oktober 2020.
3. ↑  ”Indiana” (på engelska). World Statesmen. http://www.worldstatesmen.org/US_states_F-K.html#Indiana. Läst 9 november 2012.
4. ↑  Åkesson, Johan (13 december 2023). ”Arbetsmiljöverket om hissolyckan i Sundbyberg: "Värsta olyckan sedan Estonia"”. Nyheter24. https://nyheter24.se/nyheter/inrikes/1214912-arbetsmiljoverket-om-hissolyckan-i-sundbyberg-varsta-olyckan-sedan-estonia. Läst 9 maj 2025.
5. ↑  Henrik Lorentzen, Det var fandens i Politiken 11 juni 2008. På sproget.dk.